# 德钦小檗
德钦小檗（学名：Berberis contracta）为小檗科小檗属下的一个种。

## 扩展阅读
- 維基物種上的相關：德钦小檗